# 格达·洛桑登真·扎巴他耶
格达·洛桑登真·扎巴他耶（藏語：དགེ་རྟགས་རིན་པོ་ཆེ་བློ་བཟང་བསྟན་འཛིན་གྲགས་པ་མཐའ་ཡས་，威利转写：dge rtags rin po che blo bzang bstan 'dzin grags pa mtha' yas，1902年—1950年8月22日），原俗名更嘎益登，男，藏族，康區甘孜生康乡德西顶村人，藏传佛教白利寺第五世格达活佛。

## 生平

### 早年經歷
1902年，生于康區甘孜白利土司辖区内德西地村一个“差巴”家中，7岁被认定为格达活佛转世，法名“洛桑登真·扎巴他耶”。1919年赴拉萨哲蚌寺学习，聪颖、勤奋好学，不仅掌握了佛教法典，还对藏族历史、文学、天文曆算、藏医学有较深的造诣。1933年获得格西后，返回甘孜白利寺，主持寺内工作。

### 博巴人民共和國
1936年，红四方面军在长征途中与中央红军分裂后南下甘孜地区，计划将此处开辟为根据地。红军初到甘孜时，由于国民政府西康宣慰使诺那活佛的宣传，格达活佛躲进白利喇嘛寺附近的寨子。当他亲眼看到红军不杀人、不放火、不抢粮食，心中疑惧很快消除。在他回寺的路上，遇到红三十军第88师的战士向他说红军是「共产党领导下为穷人打天下的队伍」，北上途中路过这里，红军保护寺庙，尊重藏族人民的宗教信仰，买卖公平。他回寺后又见经堂和佛像完好无损，进一步增加了对红军的信任，开始积极与红军展开合作，白利寺支援了红军3万多斤青稞、4000多斤豌豆（“134石青稞、32头牲畜、22石豌豆”）。他还派人上山，召回躲在山上的当地百姓，动员大家卖粮给红军，并亲自到附近的亚龙寺、更龙寺，说服他们出钱出粮支援红军。朱德总司令听说后亲自去白利寺看望，两人九次长谈。
1936年4月12日，中国工农红军第四方面军总政委员陈昌浩与甘孜喇嘛寺住持仲萨活佛、白利喇嘛寺住持格达活佛，在甘孜县签署了《互助条约》（格达活佛把条约缝在自己的枕头里，直到1985年才被发现，由四川省甘孜藏族自治州档案馆藏）。主要内容为“兴番灭蒋是中国红军与卜巴民族共同的责任”，要“大大宣传兴番灭蒋的政策及红军帮助卜巴”建立“卜巴人民共和国”“逐渐消除西康甘孜卜巴喇嘛与大金寺、西藏卜巴喇嘛过去的仇恨，实行卜巴民族的团结与一致，以加强民族解放的力量”，“喇嘛寺负责供给红军粮食和一部分物质资财”，“负责最近号召所有逃到外边未回来的人民群众及牛羊牲口财物回来，安居乐业，红军一定保护”；《互助条约》落款是：“红军总政治委员陈昌浩、甘孜喇嘛寺佛都督重撒（仲萨）、白利喇嘛寺佛都督格打（格达）”。1936年5月1日，红军在甘孜成立了中华苏维埃中央博巴自治政府，格达活佛任副主席。
1936年7月1日，红四方面军因在甘孜地区无法立足，被迫在与红二方面军会师后北上去和中央红军会合。朱德总司令临别时亲笔写下了“红军朋友，藏人领袖”红缎带和自己的红五星军帽说“这顶帽子留给你做纪念吧。你放心，最少5年，最多15年，我们一定会重新打回来的。”在格达活佛和当地藏族群众的照料下，留在康北高原的3000余名红军伤病员，轻伤员分散到群众家中换上藏族衣服休养，将200多重伤病员隐蔽接到寺中调理治疗，绝大多数都被安全转移。格达活佛的亲妹妹嫁给了一名红军伤病战士陈少林。格达活佛把朱德总司令像片和一张红军保护寺庙的布告放在白利寺释迦牟尼塑像中珍藏了14年。
1937年，为避免国民政府追究责任，他赴拉萨避难，直到1947年后方才回到甘孜。

### 晚年和圓寂
1949年夏，中共領導的中国人民解放军攻佔兰州后，和康北著名大头人夏克刀登、邦达多吉，派出3名代表柏志、旺嘉、泽朗赴兰州经彭德怀安排，进京拜见毛、朱，陈述康北地区要交解放军进驻。
1950年3月人民解放軍攻佔康定后，甘孜也随之被人民解放軍占领。格達活佛在甘孜召集了3000多人举行庆祝大会，动员群众积极为进藏部队充当向导、运送粮草。格达活佛被任命为西南军政委员会委员、西康省人民政府副主席、中国人民解放军康定军事管制委员会委员和西南民族事务委员会委员。
1950年5月，格达活佛在甘孜县向第十八军第52师师长吴忠和北路先遣支队藏族领导干部天宝详细介绍了他在拉萨两次学习期间所掌握的西藏噶廈和藏軍的情况，对他熟悉的噶廈执政人员情况的介绍尤其详细。格达活佛在此次谈话表示他願意赴往拉薩，向噶廈解释中華人民共和國政府处理西藏问题的政策和主张，减少人民解放军进军西藏的阻力。张国华、吴忠看到白利寺的经堂之中挂着一幅《八路军奋战山西图》，格达活佛说：“这是抗战时期我在拉萨时专门派人到青海购买的。”他又先后拿出多年珍藏的红军物品、朱德总司令赠给他的纪念品、苏维埃地方政府印章给两人看。1950年6月2日格达活佛致电朱德总司令转全国政协第一届第二次会议：“谨以热忱祈祝大会成功。西藏地处边疆，首当国防要冲，百余年即为帝国主义垂涎。当值全国即将全部解放，为建设国防，完成统一富强之新中国，则西藏问题之解决实为当前刻不容缓之急务。窃意西藏解决应以和平为主。”并再次表示，他愿去西藏劝和。
1950年7月10日，格达活佛从白利寺启程西去，欲前往拉萨劝说西藏噶厦同中央人民政府议和。但当24日抵达昌都后即被扣留，既不能前往拉萨，也无法返回甘孜。8月13日，格达活佛拟用电报直接与拉萨噶廈协商，并拟致电拉萨友人请为人民解放軍進藏出力，上午抵达到昌都电台接洽发报事宜喝茶后，午后格达活佛感到头痛、恶心、浑身上下不舒服，只得在福特那里暂住下来。第二天，格达活佛已卧床不起。接连儿天，格达活佛处于反复的昏迷状态，不能进食。拉鲁派来私人医生诊断，开了一剂药方，也不见好转。一周后，格达活佛已说不出话来。8月21日，格达活佛口吐黄水，鼻孔流血流脓，四肢麻木，全身再也不听使唤了。8月22日上午格达活佛去逝。“圆寂”后的格达活佛，全身乌黑，皮肤开裂，并一片片自行脱落。想回甘孜报丧的人员也被拉鲁软禁起来。一般认为他是被毒杀的。据西藏噶伦噶雪尼玛称，格达是拉鲁·次旺多杰害死的。拉鲁是当时昌都总管。但他后来成为中共的合作对象，其对格达之死一直不予置评。也有人说是在新旧政府交替时被藏军营长投毒。中共指英国驻昌都电台操作员罗伯特·福特先将格达软禁起来，后将格达毒杀。福特后来在昌都被俘，一直否认此一指控。

## 身后纪念
格达活佛圓寂3天之后，中央军委就批准了昌都战役的具体计划。10月6日，昌都战役正式打响，18天内共歼灭藏军主力部队5700余人。10月19日人民解放軍攻佔昌都后西南局才得知格达活佛在昌都已经圓寂。
1950年11月4日，西南军政委员会西南军政委员会闻悉甚为震惊，即发治丧费1千万元（旧币），决定责成西康省人民政府负责办理格达委员治丧事宜，并“于重庆、雅安、康定、甘孜分别召开追悼格达委员大会”。1950年11月，西南军政委员会在重庆为第五世格达活佛举行隆重的追悼大会。中共西南局、西南军政委员会、西南军区负责人邓小平、王维舟、刘文辉等领导及800多名各界人士与会致哀。贺龙撰写了《悼格达委员》纪念文章。《新华日报》发表了《西藏一定要解放——纪念格达活佛》的社论。
1951年1月20日在甘孜举行格达活佛。第十八军军长张国华率各机关团体举行公祭并代表西南军政委员会致祭。“公祭仪式隆重，全体部队并举行绕灵仪式，给寺庙群众影响较大，尤以白利寺代表极表满意荣耀”。西南军政委员会负责人贺龙、邓小平送挽联“为和平解放西藏，惨遭帝国主义和反动分子所毒害而光荣殉国的格达委员永垂不朽！”西南军政委员会主席刘伯承送挽联：“具无畏精神，功烈永垂民族史；增几多悲愤，追思应续国殇篇。”第十八军政治部联络部部长徐淡庐代表联络部送挽联：“为真理，身披袈裟斩荆棘，纵出师未捷身先死，堪称高原贤人；求解放，手擎大旗渡金江，虽长使英雄泪满襟，终庆高原新生。”第十八军政治部宣传部长乐于泓送挽联：“热爱本民族宁愿粉身碎骨奔走，和平进军解放西藏民族英雄永垂不朽；团结全国各民族砍断血牙魔爪，驱逐帝国主义巩固国防完成遗志慰英灵”。江西省人民政府主席邵式平（1936年任红四方面军政治部地方工作部部长）发来唁电对格达活佛在1936年红军长征途中遇到极端困难的情况下，“由同情红军、帮助红军以至后来在甘孜地区积极发动藏族人民支援红军、参与建立了‘甘孜博巴政府’”进行追述，并称赞他是“杰出的爱国主义者、中国共产党的真挚朋友”“我为失去这位朋友感到万分悲痛”。
1951年春，中央访问团和西南慰问团前往格达活佛的家乡甘孜生康乡慰问，把毛泽东亲笔写的“中华人民共和国各民族团结起来”的锦旗连同百包藏茶，送到甘孜白利寺，并代表毛泽东、朱德慰问了格达活佛的亲属。
1980年7月，为纪念格达活佛，四川省人民政府公布白利寺为省级重点文物保护单位。甘孜建立了“朱德总司令和五世格达活佛纪念馆”。位于甘孜镇南1.6公里，雅砻江畔。纪念馆于1993年建成，占地一万平方米，建筑面积一千平方米，内有朱德与格达活佛塑像、格达活佛生平介绍、红军革命文物等。2003年，列为省级爱国主义教育基地。
白利寺“格达活佛纪念室”和格达活佛旧居，由赵朴初题写门楣。
2003年是五世格达活佛诞辰100周年。全国政协副主席、中共中央统战部部长刘延东出席纪念活动并发表《功烈永垂民族史》重要讲话，指出五世格达活佛是与中国共产党风雨同舟、患难与共、肝胆相照的真诚朋友；是在红军长征时期与我的父辈们曾经有过深切交往的藏族杰出人士；是为西藏和平解放事业贡献出宝贵生命的爱国爱教活佛。评价他是一位潜心佛学、利善众生、深受当地信教群众信奉和拥戴的活佛；是一位与中国共产党风雨同舟、患难与共、肝胆相照的藏族宗教界杰出人士；是一位崇尚和平、为西藏的和平解放事业作出重要贡献的爱国主义者。
20集电视剧《格达活佛》2004年播出。导演：杨韬、高林豹、陈鲁，主演多布杰、巴森、扎西顿珠、洛桑群培。